# Jannet Elqora
Jannet Elqora (tiếng Ả Rập: جنة القرى) là một ngôi làng Syria nằm ở Jisr al-Shughur Nahiyah ở huyện Jisr al-Shughur, Idlib. Theo Cục Thống kê Trung ương Syria (CBS), Jannet Elqora có dân số 595 trong cuộc điều tra dân số năm 2004.